# Michael Jackson: 30th Anniversary Special
Michael Jackson: 30th Anniversary Special là một buổi hòa nhạc đặc biệt tại thành phố New York năm 2001 của Michael Jackson, diễn ra vào ngày 7 và 10 tháng 9 năm 2001. Vào cuối tháng 11 năm 2001, đài CBS đã phát sóng các buổi hòa nhạc như là một chương trình đặc biệt kéo dài 2 tiếng để kỷ niệm 30 năm ca hát của Michael Jackson như là một nghệ sĩ solo (tính từ album so đầu tiên "Got to Be There", phát hành năm 1971). Chương trình được biên soạn từ hai buổi hòa nhạc của ông tại Madison Square Garden. Vé đã được bán hết trong vòng 5 giờ. Giá vé của nó được liệt vào dạng đắt đỏ nhắt nhạc Pop, khi giá ghế ngồi tốt nhất có giá 5.000 USD, trong đó bao gồm một bữa ăn tối với Michael Jackson và một poster có kèm chữ ký. Jackson công bố đã thu được 7.5 triệu đô cho mỗi đêm nhạc, tích hơn 150.000 USD mỗi phút. Trung tâm kiểm kê đã thống kê doanh số cho cả hai buổi hòa nhạc là 10.072.105 USD. Đối với một số người hâm mộ, Jackson xuất hiện một cách bất thường trong buổi hòa nhạc đầu tiên khi ông chỉ thực hiện được một đoạn ngắn moonwalk và gặp một số vấn đế trong màn kết của Billie Jean. Để giải thích cho điều này, David Gest đã tiết lộ trong bộ phim Michael Jackson: The Life of an Icon rằng Jackson đã sử dụng thuốc trước buổi hòa nhạc không lâu. Tuy nhiên, Jackson tự tuyên bố rằng ông đã không tập dượt cho buổi hòa nhạc đầu tiên.

## Danh sách trình diễn

### Thứ 6, ngày 7 tháng 9
| Bài hát | Trình diễn                     |
| --- | ------------------------------ |
| "Can You Feel It" HIStory Intro" I Want You Back" Shake Your Body (Down to the Ground)" ABC" The Love You Save" I'll Be There" | The Jacksons                   |
| "Dancing Machine" | The Jacksons *NSYNC            |
| "The Way You Make Me Feel" | Michael Jackson Britney Spears |
| "Black or White" Beat It" | Michael Jackson Slash          |
| "Billie Jean" You Rock My World"                                                                                               | Michael Jackson                |

### Thứ 2, 10 tháng 9
| Bài hát                                                                                  | Trình diễn                                     |
| ---------------------------------------------------------------------------------------- | ---------------------------------------------- |
| "Can You Feel It" HIStory Intro" ABC" The Love You Save" I'll Be There" I Want You Back" | The Jacksons                                   |
| "Dancing Machine"                                                                        | The Jacksons                                   |
| "Shake Your Body (Down to the Ground)"                                                   | The Jacksons                                   |
| "The Way You Make Me Feel"                                                               | Michael Jackson                                |
| "Black or White" Beat It"                                                                | Michael Jackson Slash                          |
| "Billie Jean"                                                                            | Michael Jackson                                |
| "You Rock My World"                                                                      | Michael Jackson Usher Chris Tucker             |
| "We Are the World" "You Rock My World (Phát lại)"                                        | All Artists Kenny Rogers Yoko Ono Quincy Jones |

## Ngày trình diễn
| Ngày                | Thành phố     | Quốc gia | Địa điểm              |
| ------------------- | ------------- | -------- | --------------------- |
| 7 tháng 9 năm 2001  | New York City | Mỹ       | Madison Square Garden |
| 10 tháng 9 năm 2001 | New York City | Mỹ       | Madison Square Garden |